# Serhiivka, Kazanka
Serhiivka (în ucraineană Сергіївка) este un sat în comuna Dmîtrivka din raionul Kazanka, regiunea Mîkolaiiv, Ucraina.

## Demografie
Componența lingvistică a localității Serhiivka
     Ucraineană (90,71%)
     Română (6,43%)
     Rusă (2,86%)
Conform recensământului din 2001, majoritatea populației localității Serhiivka era vorbitoare de ucraineană (90,71%), existând în minoritate și vorbitori de română (6,43%) și rusă (2,86%).